# Air Bleu
Air Bleu, полное название Société Anonyme Air Bleu — бывшая французская авиакомпания, существовавшая в 1935—1940 годах и осуществлявшая внутренние авиапочтовые перевозки.

## История
Компания была основана в 1935 году предпринимателем Беппо ди Массими по инициативе известного авиатора Дидье Дора, назначенного её исполнительным директором. Главным акционером стал Луи Рено, уже владевший на тот момент фирмой Caudron. Целью нового предприятия было обустройство на территории метрополии сети курьерского авиатранспорта, в дополнение к имеющимся международным и заморским линиям Air France.
Название «Air Bleu» было выбрано чтобы подчеркнуть конкуренцию с Air France, в 1932 году выкупившей компанию Aéropostale, и указать на высокую скорость доставки, подобную пневмопочте, бланки которой были голубого цвета («petit bleu»).
10 июля 1935 года были открыты 4 авиалинии, на которых работали 6 самолётов Caudron Simoun, вылетавшие утром из Ле-Бурже и возвращавшиеся после полудня:
- Ле-Бурже-Аррас-Лилль,
- Ле-Бурже-Руан-Гавр,
- Ле-Бурже-Тур-Пуатье-Ангулем-Бордо,
- Ле-Бурже-Нанси-Страсбург.

С 25 июля к ним были добавлены ещё 2 линии:
- Ле-Бурже-Ле-Ман-Анже-Нант-Ла-Боль-Эскублак,
- Ле-Бурже-Бурж-Лимож-Тулуза.

Стоимость доставки составляла 2,50 франка за 10 грамм груза.
Хотя в персонал компании входили опытные лётчики, такие как Раймон Ванье (шеф-пилот), Жорж Либер Анри Дерикур и Жорж Делаж, не обходилось и без происшествий. 4 декабря 1935 года близ Тура врезался в дерево при посадке Caudron Simoun, управлявший им Жорж Тексье погиб.
15 июля 1936 года седьмая линия соединила Ле-Бурже с Клермон-Ферраном с промежуточной остановкой в Виши, но 3 августа деятельность компании была приостановлена из-за внезапно возникшей проблемы: введённая государством надбавка в размере трёх франков за каждые пять грамм груза., отпугнула клиентов, преимущественно бизнесменов, и без того имевших претензии к Air Bleu относительно отсутствия ночных доставок. Ни пунктуальность пилотов, ни финансовая поддержка Луи Рено, видевшего в компании дополнительную рекламу своей собственной фирмы, не позволили изменить ситуацию.
По результатам состоявшихся 7 июля 1937 года переговоров, деятельность компании была возобновлена, а надбавка отменена в обмен на передачу государству 52 % акций, и участии в её управлении Air France (с капиталом 24 % акций). В том же месяце были запущены новые линии, а 10 мая 1939 года — введена в эксплуатацию первая французская ночная почтовая линия, Ле-Бурже-Бордо-По. Зарубежные доставки брала на себя Люфтганза, каждую ночь проводившая полёты Париж-Берлин-Париж.
С началом Второй мировой войны 3 сентября 1939 года компания вошла в состав Air France. Её самолёты осуществляли сообщение между Парижем и Лондоном.
К июню 1940 флот компании сократился до нескольких Caudron Goéland, в сентябре он также был передан Air France, которая управляла остатками Air Bleu до 1942 года. В этот период Дидье Дора и генеральный директор Air France Анри Дебрюэре разработали план реорганизации авиапочты, который был реализован уже после освобождения Франции.
26 июня 1945 года французские гражданские авиакомпании были национализированы, активы Air Bleu остались у обновлённой Air France, а сама компания была официально закрыта в 1948 году.

## Флот
- 12 x Caudron Simoun[1]
- 5 x Caudron Goéland[1] (F-AOMR F-AOMS F-AOYS F-AROV F-ARQN)
- 2 x Potez 630 (истребитель, переделанный в курьерский самолёт)[1].

## Аварии и катастрофы
- 4 декабря 1935 года самолёт Caudron C-630 Simoun F-ANRK, выполнявший рейс Париж-Бордо, во время посадки на промежуточном аэродроме Парсе-Меле (близ Тура) врезался в дерево, пилот Жорж Тексье погиб, радист Виктор Бофоль получил травмы.[3][4]